# 香港特別行政區歷史
香港特別行政區於1997年7月1日0時0分根據《中英聯合聲明》和《香港基本法》正式成立。香港實行一國兩制，高度自治，但國防及外交事務由中央人民政府（國務院）負責。
為了確保順利過渡，特區剛成立時，政府結構及主要官員並無即時作重大改變，仍沿用英治時期的架構及班子。但其後出現多項改革，如高官問責制及三司十三局；行政長官及立法會的選舉方式及制度則維持不變。
主權移交過渡期在1997年6月30日結束。但在短短三個月後，香港貨幣受外來衝擊，股市、地產產值大幅下跌，加上早前生產線開始北移，和香港扮演中國轉口港的優勢下跌，失業、通縮和負資產等經濟民生問題隨之而來。港府連串政策失誤如「八萬五政策」、教育改革、公務員改革、禽流感疫情處理失誤，使社會不滿氣氛與日俱增，終爆發2003年的七一大遊行。直至2004年底，衰退得以緩和。其後，經濟開始復甦，金融、旅遊、零售業等恢復興旺，但並非所有行業皆能受惠。2007年7月1日是香港特別行政區成立十周年紀念，曾舉行多項慶祝活動。在2010年後，樓價和租金升幅加劇，令市民置業十分困難。2011年最低工資條例生效。
2014年，中華人民共和國國務院發表一國兩制白皮書及全国人大关于香港特区普选和立法会产生办法的决定文件，引起市民不滿，令2014年爆發俗稱雨傘革命的佔中運動。2016年在旺角也爆發一場大型騷亂。2016年10月，發生了香港立法會宣誓風波，觸發了人大釋法，6名立法會因而被取消資格。
2017年，林鄭月娥當選為首位女行政長官，成為香港史上首位女性擔任最高領導人。2018年，香港首條高速鐵路廣深港高速鐵路開通，並實施一地兩檢。同年10月，首條橫跨粤港澳三地的大橋港珠澳大橋開通。
2019年，香港政府提出逃犯條例修訂，讓香港可與中國內地、台灣、澳門特區移交嫌疑犯及進行司法互助，引起了廣泛的爭議及討論，並爆發大型示威和遊行。在2019年6月9日，大約24萬至103萬人遊行反對逃犯條例修訂，並在同年6月12日爆發警民衝突，6月15日政府宣布暫緩修例。同年6月16日，大約338000至200萬人遊行，抗議警方濫權及要求全面撤回逃犯修訂條例草案，後來更佔領立法會、包圍中聯辦、警察總部及各區警署。示威造成嚴重的警民衝突。進一步演化光復香港，時代革命的社會運動。同年10月4日，政府在回歸後首次引用緊急情況規例條例制定禁止蒙面規例。同年10月23日，政府撤回草案，但相關示威活動仍持續至2020年。
2020年，新冠肺炎爆發，由於疾病傳染性極高且可致命，疫症導致政府推出多項具爭議式的防疫措施，包括公務員在家工作、關閉部分通關口岸、強制外地來港人士檢疫及居家隔離、強制佩帶口罩、延遲立法會選舉一年等。
2020年6月4日，立法會通過國歌條例，法案規定侮辱中華人民共和國國歌屬刑事罪行。2020年6月30日，全國人大常委會通過港區國安法並列入基本法附件三中，並即日生效。法案隨即引起國際高度關注及不滿，美國在同年7月14日制定香港自治法案，並在同年8月，透過此法案正式制裁香港11名主要官員，包括行政長官林鄭月娥。
2020年6月30日，全國人大常委會通過的《香港特別行政區維護國家安全法》引起了多方質疑，認為香港原來的一國兩制已經變成「一國一制」。2021年1月27日，中共中央總書記習近平在聽取香港行政長官林鄭月娥工作匯報時，強調「愛國者治港」是一國兩制的根本原則。2021年3月，第十三屆全國人大四次會議通過《關於完善香港特別行政區選舉制度的決定》，完全顛覆了香港選舉制度，象徵一國兩制正式邁向一國一制。
2021年5月至10月，香港區議員需要宣誓，效忠香港基本法及特區，因而觸發大規模辭職潮，以及大量議員因為缺席宣誓或宣誓不合格而需要離職。在479名區議員中，有271名區議員辭職或在宣誓前被取消資格，50名區議員在宣誓中因被裁定非真誠宣誓而被取消資格，10名區議員缺席宣誓而被取消資格，1名因入獄而未完成宣誓。只有147名區議員被裁定合資格繼續留任。

## 重大事件

### 董建華政府

#### 亞洲金融危機
主權移交第二天，亚洲金融危机爆发，香港特区政府用全新策略，沒有大幅加息，只大量動用外儲的美元承接港元沽盤，再將港元購入香港藍籌股作為長線投資，最後成功穩定港元滙率以及恆生指數，另關於本次事件的詳細描述，可參考亞洲金融風暴頁面。

#### 八萬五政策
香港1990年代中，香港樓價一直上升，董建華上任後，於1997年度《施政報告》提出八萬五建屋計劃，希望壓抑樓價升幅。建議每年供應不少於85,000個住宅單位，希望十年內全港七成的家庭可以自置居所，輪候租住公屋的平均時間由6年半縮短至3年。但此政策導致樓市供求失去平衡，加上亞洲金融風暴的衝擊，使香港樓價一落千丈，普遍私人物業在其後5年多的時間內貶值七成，令很多中產階級成為負資產。至2000年6月29日，董建華在接受電視專訪時，才指自1998年己未再提起「八萬五」政策已等同「不存在」。

#### 數碼港
香港經歷亞洲金融風暴後，當時的行政長官董建華建議發展資訊科技，作為未來香港的經濟發展方向，1999年3月3日，董建華發表施政報告，表明將興建數碼港，並由特區政府與商人李嘉誠次子李澤楷擁有的盈科數碼動力 (現電訊盈科) 合作發展。香港政府豁免數碼港地價78億港元，並投資10億港元於鋼綫灣興建基建，其餘建築費用則由盈科數碼動力負責。由於項目未經公開招標，合作條件亦被認為對政府不利，惹來各方批評。

#### 人大釋法
1999年6月26日，全國人大常委會應港府要求首度解釋《基本法》，規定出生時父或母都未成為香港永久居民的人士沒有居港權，使有權來香港的人數減至20萬，變相推翻同年1月香港終審法院所作出的香港人大陸出生子女居港權的判決，令人憂慮中國實踐「一國兩制高度自治」的承諾。當時一批大律師（包括其後在2005年起出任律政司司長的黃仁龍）佩戴黑紗，從終審法院遊行到政府總部，抗議人大釋法。

#### 解散及改組市政局及區域市政局
2000年1月1日，市政局及區域市政局解散，改組成為康樂及文化事務署，以及食物環境衛生署。

#### 高官問責制
首任行政長官董建華於2001年12月在無對手之下成功連任，並於第二屆任期 (2002年7月1日) 開始推行主要官員問責制，將所有司長和局長職級由公務員體系升遷的政務主任職位改為由行政長官任命，以合約方式聘任，直接向行政長官負責，並須為過失負政治責任。原有的公務員局長改稱常任秘書長，執行問責局長的政策。將政策局的數目由十六個合併至十一個，並不再分為決策局和資源局，統稱為決策局。這項改動導致政務司司長陳方安生提早辭職。

#### 非典型性肺炎（SARS）
於2002年在中國廣東順德首發非典型性肺炎，並擴散至東南亞乃至全球。2003年首兩季，嚴重急性呼吸系統綜合症(SARS)肆虐，香港自3月起出現社區感染個案，導致醫療體系和經濟遭嚴重打擊，期間有近二千人感染，共299人死亡（包括6名醫護人員）。政府於4月1日封鎖淘大花園E座，4月起，全港所有學校停課，至5月中旬止。香港市面變得一片蕭條，外地訪港旅客數字大跌，經濟損失無法估計，失業率升上至8.3%的歷史新高。及至6月23日，世界衛生組織始將香港從「發生本地傳染地區」的名單中剔除。由於政府處理抗疫時多處失當及反應緩慢，引致市民強烈不滿。2004年7月，立法會沙士調查委員會公布調查報告，時任衞生福利及食物局局長楊永強被批評「向公眾傳達的訊息混亂不清，使公眾以為他在試圖淡化疫情的嚴重性」，兩天後楊永強宣佈「為體現政治問責」宣佈呈辭。

#### 失業率
失業率上升至8.7%的歷史新高。

#### 基本法第二十三條
同年年中，香港政府就香港基本法第二十三條關於國家安全問題立法時，在極強反對聲音中依然因為選舉制度問題將近而通過，成為了香港市民對政府不滿的導火線，並日益關心本土政治。

#### CEPA

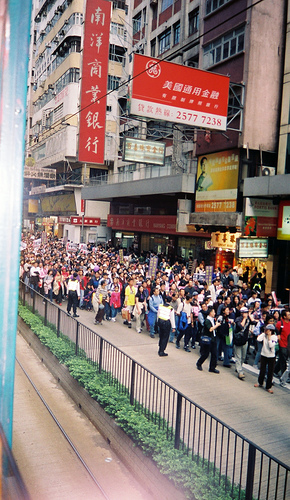
2003年香港七一遊行

2003年香港與中國大陸簽署了CEPA《內地與港澳關於建立更緊密經貿關係的安排》，

#### 七一大遊行
2003年7月1日,香發生最大規模的遊行,由香港民間人權陣線籌辦，目的主要是為反對《香港基本法》第23條的立法及董建華施政惡劣。約50萬人參與（佔香港人口1/14）

#### 自由行
2003年中央政府推行港澳個人遊（俗稱自由行）計劃並在2009年再推行一簽多行。實施將近18年副作用越趨明顯。中國大陸家長借簽證便利來港產子，「雙非」搶床位、搶學位，加劇兩地矛盾。香港因兩地物價差異及貨品質素具保證，被深圳人視為巨型超市，原本是住宅區的北區、屯門、元朗，變成中國大陸客掃貨勝地。零售業蜂擁進駐搶舖搶高租金，街坊小店換成藥房及金舖，侵蝕居民生活。一簽多行更被濫用成一天多行，衍生螞蟻搬家式水貨產業(香港境內水貨客問題)。

#### 通貨膨脹問題
2004年7至8月，香港開始出現輕微的通貨膨脹，正式走出持續68個月的通縮時期。

#### 修改行政長官產生辦法及人大再釋法
2004年4月9日，全國人大常委會再次解釋《香港基本法》附件，否決香港市民2007年普選特區行政長官和立法會的要求。12月，董建華率領二司十一局官員(財政司司長唐英年留守香港)前往澳門面見中央領導人胡錦濤，遭胡錦濤公開訓斥「查找不足」。2004年4月26日，2007年香港特別行政區行政長官選舉及2008年香港立法會選舉產生辦法被全國人民代表大會常務委員會否決，並解釋，到2017年及以後先後實行特首和立法會普選(雙普選)

#### 任內辭職
董建華委任為第一任香港行政長官於2002年2月28日在無有效對手的情況下自動當選成為第二任行政長官,但任內政府施政惡劣,包括時任財政司司長梁錦松「偷步買車」風波、時任保安局局長葉劉淑儀推行《基本法第二十三條》立法、時任衞生福利及食物局局長楊永強在「沙士」事件中的失職，激起民怨令七一大遊行發生,董建華以「健康問題」為由於2005年3月10日任內辭職。

### 曾蔭權政府
作為補選中唯一候選人，時任政務司司長曾蔭權於2005年6月21日獲得任命出任行政長官。2005年，香港政府推出了《政制發展專責小組第五號報告》，被泛民主派批評為「原地踏步」，議案最終因為票數不逾2/3而未有通過，故2007年行政長官選舉及2008年立法會選舉辦法維持不變。
2004年夏季奧林匹克運動會，香港運動員高禮澤及李靜在男子雙打乒乓球項目中奪得銀牌，為香港取得歷來第二面奧運會獎牌。

#### 填海計劃
2006年及2007年，因為中環及灣仔填海計劃，舊中環天星碼頭和皇后碼頭被香港政府宣佈臨時拆卸，保育組織發起保留舊中環天星碼頭事件及保留皇后碼頭事件，包括舉行論壇、靜坐和絕食，事件後來演變成警民衝突。兩次事件也提高了香港市民對保育文物、公共空間及城市規劃的意識。同年，全国人民代表大会常务委员会通過決議，決定香港可以於2017年普選產生行政長官、於2020年普選立法會。

#### 兩鐵合併
2007年12月，地鐵與九廣鐵路公司合併，合併後更名為『香港鐵路有限公司 (港鐵)』。此外，港鐵在2008年9月起拆除美孚站、南昌站和九龍塘站的轉線閘機。

#### 人大通過2017普選
2007年12月29日，全國人大常委會又以全票通過《全國人民代表大會常務委員會關於香港特別行政區2012年行政長官和立法會產生辦法及普選問題的決定》，決定香港可以於2017年普選產生行政長官，另外可以於2020年普選立法會。

#### 港珠澳大橋問題
2008年2月28日：三地政府已就融資問題達成共識興建港珠澳大橋，預計於2017年竣工，設計壽命為120年。預計90億4,650萬元,但工程被發現多項問題,如環評報告未有比較大橋興建前後空氣污染程度的變化，違反《環境影響評估條例》等被迫延遲動工。費用至今上升了約三倍,至250億4,720萬元,未來亦有可能上升。

#### 金融海嘯
香港經濟於2008年下半年開始穩定，因為金融海嘯席捲全球而失控地急轉直下，結束了香港自2003年7月開始5年來的經濟復甦，股市、樓市暴挫，裁員及結業的情況此起彼落。

#### 施政爭議
而香港政府又在此一段時期多番出現施政爭議，例如
副局長風波及處理滯留泰國的香港人事件等等，令到民怨日深，行政長官曾蔭權民望大幅下滑。

#### 甲型H1N1流感
2009年4月中，甲型H1N1流感病毒進逼亞洲，南韓及泰國都出現疑似病例。曾蔭權領導的港府以「從嚴」方式處理。其後，香港確診首宗病例，曾蔭權親自率領抗疫督導委員會，史無前例宣布把墨西哥患者入住的灣仔維景酒店封鎖，同時追蹤與患者同一班的機乘客及緊密接觸者。此一做法雖成功雖暫時切斷了初步傳播，但亦因隔離手段嚇怕部份遊客而打擊了本已水深火熱中的旅遊業。其後政府發現粗暴的隔離手段無法阻止社區爆發，逐漸把防疫重心轉為減少傷亡數字及避免醫療體系因超出負荷而崩潰兩方面。

#### 高鐵爭議
2009年末至2010年初，廣深港高速鐵路香港段的撥款在立法會審議，期間引起了爭議，發生了一系統的社會運動，包括反高鐵運動、撐高鐵運動及五區苦行，最終更爆發了警民衝突。

#### 政制改革
2010年，香港政府再次就政制改革諮詢香港市民，期間5名地區直選立法會議員發起五區總辭，以他們辭職後舉行的補選作為「公投」。政府發表《2012年行政長官及立法會產生辦法建議方案》，最終由民主黨提出的「改良方案」在建制派和民主黨的支持下，在立法會以2/3票數通過，2012年行政長官選舉委員會委員增加至1,200名，而2012年立法會地區直選及功能組別（即超級區議員）則各增加設備5席。2011年，為了堵塞五區總辭的漏洞，香港政府提出遞補機制，然而沒有進行諮詢，成為了當年七一遊行的一大訴求之一，其後香港政府宣佈押後立法，並且進行諮詢。

#### 馬尼拉人質事件
2010年8月23日，香港康泰旅行社一輛載有20名香港遊客的旅遊巴士在菲律賓首都馬尼拉被一名當地前任警務高級督察挾持，最終釀成8死7傷的慘劇，香港政府稱事件為馬尼拉人質事件。事件造成菲律賓與中華人民共和國及与香港關係一度緊張。香港政府在事件發生的開端時就隨即成立了緊急應變小組嘗試解決事件，於事發當日下午，聯絡菲律賓的總統、派出專機與醫療支援隊前往災場善後，並且於事後派遣政務司司長親身前往接機及慰問倖存者、安排香港警察樂隊舉行迎接殉難儀式、安排專家作出應變與調查、對香港傳媒實行每天隔時段消息公布。此外，8月24日至26日連續3日香港區旗下半旗致哀，8月26日，全香港哀悼，早上8時正升旗禮及下半旗後默哀3分鐘，獲得全港各界的響應。香港政府對事件的迅速反應和處理手法，使到香港市民對香港政府的高級官員評分及滿意度和信任度一度上升。經過3年多的時間，菲方在2014年4月對港方作正式聲明和賠償，聲明說菲方對人質事件「致以最悲痛的歉意」。

### 梁振英政府

#### 種票風波
2011年香港區議會選舉中，出現種票風波，例如美孚出現「1屋7姓13票」等，曾引起社會的廣泛討論。翌年2012年，三名候選人梁振英、何俊仁和唐英年參選第四屆行政長官選舉，最終梁振英以689票勝出當選第四屆行政長官，並於2012年7月1日就職。

#### 國民教育
2012年9月8日，政府計劃開展「德育及國民教育科」，不過由於在政府資助出版的課程參考書《中國模式國情專題教學手冊》形容中國共產黨為「進步、無私與團結的執政集團」等只稱頌中國共產黨的內容,並完主不中立和誇張作大，以及《课程指引》中載有「國情範疇學習」，被社會質疑課程是「洗腦」教育，從而引起一連串大規模反對設立國民教育科的運動，例如設置街站、聯署、遊行、集會及絕食等，要求港府撤回該科目。同年10月9日，特首梁振英宣布在其任期內擱置國民教育科的課程指引，但拒絕撤回科目。

#### 香港免費電視牌照爭議
2013年發生的免費電視牌照爭議引起社會廣泛討論和批評，王維基的香港電視網絡不獲發牌激起市民反彈，有評論指一連串事件令政府的公信度急跌，引發管治危機。

#### 一國兩制白皮書
翌年2014年6月10日，中國國務院新聞辦公室發表逾23,000字的一國兩制白皮書。市民對白皮書普遍態度負面，擔心「一國兩制」名存實亡。逐步發展出的香港獨立傾向被視為一個警鐘，中央須考慮影響未來中國內部的動亂風險

#### 雨傘運動

##### 中央落閘封殺普選
2014年全國人大常委170票「全票」通過普選框架，決議2017年開始行政長官由普選產生，按照上屆選委會的組成方法，組成「有廣泛代表性」的提名委員會，候選人2至3名，每名候選人須取得提委會過半數支持，經合資格選民「一人一票」選出後的人選由中央政府任命。若政改不獲通過，將會依照2012年選舉辦法，「原地踏步」。全國人大亦決定2016年立法會選舉方法不作修改。

##### 香港史上最大規模的罷課
2014年9月23日 學聯發動香港史上最大規模的罷課浪潮，1.3萬學子繫上黃絲帶，緊握拳頭，高呼「命運自主」，齊唱「革命不老」。

##### 雨傘運動開始與結果
2014年9月26日，香港專上學生聯會（學聯）和學民思潮發起重奪「公民廣場」行動，在香港為爭取真普選而發起的一系列公民抗命。市民佔據多個主要幹道靜坐及示威，佔領地點包括金鐘、添馬艦、中環、灣仔、銅鑼灣、旺角及尖沙咀，並提出包括撤回全國人民代表大會常務委員會所確定之2017年行政長官選舉及2016年立法會選舉框架和候選人提名方案、爭取行政長官選舉的公民提名權及廢除立法會功能組別等訴求。事態最終演變為雨傘運動，歷時79日至同年12月16日結束。

##### 否決2017年行政長官普選方案
2015年6月18日，香港立法會以8票贊成，28票反對否決了《行政長官產生辦法決議案》。

#### 旺角魚蛋騷亂
2016年2月8日晚上至2月9日，香港旺角發生一場大型的警民衝突。

#### 立法會宣誓風波
2016年10月，在立法會宣誓中，因有兩位議員在宣誓中讀出支那二字，及一位議員在宣誓中說出英文粗口，引起一場政治風波。全國人大決定因事件釋法，解釋宣誓必須真誠莊重，且不能重新宣誓。六名議員因此喪失立法會議席。

### 林鄭月娥政府
2017年，三名候選人林鄭月娥、曾俊華和胡國興參選第五屆行政長官選舉，最終林鄭月娥以777票勝出當選第四屆行政長官，並於2017年7月1日就職，成為香港歷史上首位女性擔任行政長官，及首位女性擔任香港的最高領導人。

#### 高鐵一地兩檢通過及開通
2017年12月，中華人民共和國全國人民代表大會常務委員會通過《決定》，批准《合作安排》。內地口岸區自啟用日起，並派駐中華人民共和國出入境邊防檢查機關、海關、檢驗檢疫機構、口岸綜合管理機構和鐵路公安機關。上述機構及其人員不在內地口岸區以外區域執法。西九龍站內地口岸區設有中國內地唯一設在其境外的口岸廣深港高鐵西九龍站口岸。2018年6月，備受爭議的廣深港高速鐵路（一地兩檢）條例正式在香港立法會通過，並在2018年9月4日生效。2018年9月23日，廣深港高速鐵路香港段正式通車，成為香港首條連接內地的高速鐵路。
五位市民自高等法院提出司法覆核，認為一地兩檢在內地口岸實施內地法律違反基本法第18條。並在2018年10月開審，同年12月13日高等法院宣判駁回司法覆核。

#### 港珠澳大橋開通
2018年10月24日，首條橫跨粤港澳三地的大橋，港珠澳大橋正式通車。

#### 明日大㠗計劃
2018年，政府提出，「明日大嶼」願景計劃。計劃包括硏究在生態敏感度相對較低的中部水域交椅洲和喜靈洲研究用新式填海技術以減少影響環境，分階段建造人工島。計劃首階段在交椅洲附近建造約1 000公頃的人工島，並爭取2025年開展工程，增加土地供應，建立低碳排放的宜居城市。新增的土地儲備亦可讓現時市區的稠密人口分散，以及落實舊區重建。倘配以適當的規劃措施，例如在舊樓拆卸後減低發展密度，或將部分用地改作公共空間或社福設施等，可一併解決舊區樓宇老化、人口密度過高、公共休憩空間／社區設施不足的問題，改善居住環境，提升城市的宜居度。至於第二階段在喜靈洲附近建造約700公頃的人工島，要視乎研究結果和需要，現時沒有擬訂施工時間表。

#### 第二代智能身份證
2018年10月，入境事務處宣佈全港市民由2018年12月27日起，分批更換新一代智能身份證。行政長官、行政及立法兩會議員、主要官員、入境事務隊成員、警務人員及勞工督察為首批換領者。而於1985至1986年出生市民普通市民為第二批換領者。其他人士則在未來四年內分批更換智能身份證。
2018年11月，入境事務處宣佈由2018年11月26日起年滿11歲或18歲、補領身份證或更改資料之人士則可開始申領新一代智能身份證。根据《人民日报海外版》的报道，香港特区政府创新及科技局局长杨伟雄表示，香港将在2020年为所有香港居民免费提供“数码个人身份”。

#### 國歌條例
2017年9月，全國人大通過中華人民共和國國歌法。中國政府並表示國歌法屬全國性法律，2017年11月，全國人大把中華人民共和國國歌法納入基本法的附件三中。2019年1月，香港特區政府制定國歌條例草案及刊憲，並交給立法會進行首讀。2020年6月4日，立法會三讀正式通過國歌條例草案，並在2020年6月12日生效。國歌條例規範奏唱國歌的細節，同時規定，侮辱國歌屬刑事罪行，一經定罪，最高可被判處三年監禁及罰款五萬元。

#### 粤港澳大灣區
粤港澳大灣區，是一個深化珠三角區域及港澳融合的戰略，目標到2022年，大灣區綜合實力顯著增強，粵港澳合作更加深入廣泛；到2035年，大灣區形成以創新為主要支撐的經濟體系和發展模式，大灣區內市場實現高水平互聯互通。
2018年國務院成立中央決策組織「粵港澳大灣區建設領導小組」，用以推動粵港澳大灣區規劃。
2018年10月，香港行政長官林鄭月娥在她任內第二份《施政報告》中宣佈成立「粵港澳大灣區建設督導委員會」，由她出任主席，成員包括所有司局長，統籌香港參與推進大灣區建設事宜。督委會就擬訂策略性目標、政策措施、具體工作計劃等提供指導和意見。政制及內地事務局局長聶德權在記者會上闡述三項重點——打造大灣區成為國際科技創新中心；便利醫療、教育等優勢產業落戶大灣區；通過政策創新和突破，加強香港與大灣區內城市的人員、貨物、資金和信息流通。
2019年由中共中央和國務院公佈《粵港澳大灣區發展規劃綱要》。

#### 逃犯條例修訂爭議
《2019年逃犯及刑事事宜相互法律協助法例（修訂）條例草案》是香港政府宣稱为修订原有逃犯条例及解决不能向中国大陆、澳门和臺湾移交疑犯和进行法律协助的「法律缺陷／漏洞」，而提交香港立法會审议的一法律草案。该提案源于潘曉穎命案。现時香港法律无法进行有关的嫌犯移交和法律协助，获得通过后的草案将会以行政长官就单一个案件提交的方式解决类似问题，移交目的地除了臺灣，亦包括中国大陆及澳門，移交控罪除謀殺罪外，也涵蓋多項可判監3年或以上之控罪，但目的地執行死刑者則不移交。草案甫经提出，便招致社會各方質疑和關切香港作为独立司法管辖区的独立性或遭削弱，引發多次游行示威活动抗议。其中最大一次反修例的遊行是在2019年6月9日，警方估計在高峰期有24萬人參與，主辦單位更估計有近100萬人參與遊行。2019年6月12日，大量民眾包圍立法會，並引起警民衝突。2019年6月15日政府宣布暫緩修例，但其後更引發更大型的遊行，2019年6月16日再有遊行要求全面徹回修訂，及抗議警方濫權，是次遊行警方估計至少338000人參與，主辦單位更估計高達200萬人參加。2019年7月1日，激發了立法會衝擊事件。2019年7月9日，行政長官林鄭月娥宣佈修訂條例已經「壽終正寢」。2019年10月23日，香港立法會正式撤回逃犯條例修例。

##### 光復香港，時代革命
反對逃犯條例修訂草案運動最後演變成光復香港，時代革命為口號的抗爭運動。在2019年7月21日香港反對逃犯條例修訂草案遊行中，香港中聯辦門外，並不斷高呼「光復香港、時代革命」，也有示威者朝中聯辦內投擲雞蛋，及向中國國徽潑墨。
在2019年8月至12月，幾乎每週都有示威遊行，並造成警民衝突。
2019年10月，警民衝突持續，示威者提出解散警隊，刻不容緩的政治訴求。2019年11月發生香港中文大學衝突和香港理工大學衝突，並促使美國通過香港人權及民主法案。截止2020年1月，示威及衝突仍持續。

##### 引用緊急法立法，訂立反蒙面法
在2019年10月4日，香港政府宣布，決定引用《緊急情況規例條例》，訂立《禁止蒙面規例》，並在翌日凌晨零時生效。

#### 新冠肺炎疫情
2020年1月23日，香港確診首宗新冠肺炎病毒，隨後疫情逐步擴張。由於病毒的傳染性極高且可致命，疫症導致政府推出多項具爭議式的防疫措施，包括公務員在家工作、學校停課、改用網上學習、關閉部分通關口岸、強制外地來港人士檢疫及居家隔離、強制佩帶口罩、推出疫苗抽獎、疫苗獎勵計劃及疫苗通行證、延遲立法會選舉一年、延遲行政長官選舉等。
親中報章《大公報》及《文匯報》在2022年2月16日頭版刊出習近平以中共中央總書記身分，下令把盡快穩控香港疫情作為當前壓倒一切的任務。主管港澳事務的中共中央政治局常委韓正批示向特區政府和各有關方面傳達習近平的指示，要求中央有關部門和廣東省全力支援香港。
截止2022年3月，新冠病毒感染人數已經錄得起過100萬人，而大部分人均是在2022年1月至3月期間感染，專家普遍估計實際染疫人數比政府數字更多。

#### 通過港區國安法
2020年5月28日，第十三届全国人民代表大会第三次会议第三次全体会议表决通过《全国人民代表大会关于建立健全香港特别行政区维护国家安全的法律制度和执行机制的决定》草案。2020年6月30日上午，第十三届全国人大常委会第二十次会议第二次全体会议以162票全票通过《中華人民共和國香港特別行政區維護國家安全法》。同日下午，会议经表决，全票通过了《全国人民代表大会常务委员会关于增加〈中华人民共和国香港特别行政区基本法〉附件三所列全国性法律的决定》，决定将《中华人民共和国香港特别行政区维护国家安全法》列入《中华人民共和国香港特别行政区基本法》附件三，明确由香港特别行政区在当地公布才能夠实施。同日，中国国家主席习近平签署第四十九号《中华人民共和国主席令》，根据全国人大常委会的决定公布了该法律。行政長官林鄭月娥簽署法律公告，特區政府於當晚11時發出新聞稿，表示《中華人民共和國香港特別行政區維護國家安全法》刊載公布，即日晚上11時生效。。同年7月8日，中央人民政府駐香港特別行政區維護國家安全公署正式成立。

#### 美國通過涉港法案並制裁香港
因應香港的反修例活動中，美方不滿香港警方過份使用武力鎮壓示威活動，以及港府沒有回應雙普選訴求，美國在2019年11月通過了香港人權及民主法案。2020年7月，因美國不滿中方繞過香港立法會通過港區國安法，認為中國此舉違反一國兩制及高度自治承諾，美國通過香港自治法案並在同年8月宣布制裁香港11名主要官員，包括行政長官林鄭月娥。

#### 上水至元朗單車徑啟用
2020年9月29日，政府宣佈上水至元朗單車徑正式啟用。在這條單車徑通車後，市民可以使用單車徑由屯門踏單車至大埔、沙田及馬鞍山等地。

#### 中區軍用碼頭啟用
2019年4月30日，行政長官林鄭月娥經徵詢行政會議，指令保安局修改五條附屬法例，提交香港立法會審議。五條附屬法例包括，把碼頭陸上範圍列為「受保護地方」、以授權解放軍駐港部隊聘用的公司所僱用的合資格守衞人員作為碼頭的「特派守衞」、把碼頭範圍內的四座建築物列為「禁區」、及限制船隻進入碼頭毗鄰海面的限制區域。
2019年6月26日原訂於立法會大會審議由保安局提交的五條條例，就中環海濱長廊一幅150米長、面積約0.3公頃，原為公眾「休憩用地」範圍的用地，將正式撥歸中國人民解放軍駐香港部隊，作軍用碼頭之用；然而，因為經民聯張華峰提出無經預告休會辯論，使條例無法在立法會討論，令條例於6月29日凌晨零時正式生效。
2020年9月29日上午，港岛北岸举行中区军用码头移交解放军驻港部队仪式，香港行政长官林郑月娥出席并致辞。

#### 民主派總辭
2020年11月11日，第十三届全国人民代表大会常务委员会第二十三次会议审议通過《全国人民代表大会常务委员会关于香港特别行政区立法会议员资格问题的决定》，指「宣揚或者支持『港獨』主張、拒絕承認國家對香港擁有並行使主權、尋求外國或者境外勢力干預香港特別行政區事務，或者具有其他危害國家安全等行為」者經「依法認定」後喪失議員資格。香港政府隨即宣布取消梁繼昌、楊岳橋、郭榮鏗及郭家麒四人的議員資格。
其他泛民主派议员宣布集体辞职以抗議全國人大常委會的決定，立法會在2020年11月12日表示，已收到其餘民主派的辭職信。

#### 香港公開大學申請改名為香港都會大學
2020年12月11日，香港公開大學宣佈，大學校名將會改名為「香港都會大學」，英文名為 Hong Kong Metropolitan University。新大學名稱正式於2021年9月1日生效。

#### 屯馬線通車
2021年6月27日，屯馬線通車，成為全香港最長的鐵路線。

#### 2021年立法會及行政長官選舉制度改革
2021年3月11日，中國第十三屆全國人大四次會議以2895票贊成、1票棄權，通過《關於完善香港特別行政區選舉制度的決定》，授權全國人大常委會修改香港基本法附件一《行政長官的產生辦法》和附件二《立法會的產生辦法和表決程序》。2021年3月30日，全国人民代表大会常务委员会正式修改香港基本法附件一、二内容，提出2021年香港政治制度改革的具体实施细则。2021年5月27日，香港立法會二讀及三讀通過《2021年完善選舉制度（綜合修訂）條例草案》本地立法。新規定把直接民主參與投票的地區直選議員由35席減至20席，並取消可全民投票參與的區議會第二功能組別（共5席），也取消區議會第一功能組別，另增設40由選委會選出的議員，並成立候選人資格審查委員會，所有候選人需通過候選人資格審查委會的審查。政府形容法案可「落實愛國者治港」。中聯辦形容修例為「民主性、開放性和進步性的法案」，民主派批評修訂屬倒退。2012年12月19日，香港進行首次在選舉改革後的立法會選舉，功能界別選舉之投票率為32.22%，是自1985年香港立法局選舉以來最低；地區直選投票率為30.2%，也是自1991年香港立法局選舉以來最低。

#### 公務員、政府非公務員僱員、及區議員宣誓效忠基本法
2020年10月，政府宣佈，新聘用（2020年7月1日起聘用）的公務員需要宣誓或簽署效忠聲明效忠基本法及特區政府。2021年1月，政府宣佈，舊聘用（2020年7月1日前聘用）的公務員也需要宣誓或簽署效忠聲明效忠基本法及特區政府。2021年5月，政府宣佈，政府僱員（以非公務員條款聘用）也需要宣誓或簽署效忠聲明效忠基本法及特區政府。2021年5月，政府宣佈，區議員需要宣誓效忠基本法及特區政府。2021年9月開始，區議員正式開始分批宣誓效忠基本法及特區政府。2021年10月，區議員完成宣誓。

## 社會

### 基礎建設
多項基礎建設在特區成立後興建及啟用。香港國際機場於殖民地時期興建，1998年7月6日正式啟用，啟德機場同日關閉，為香港航空業提供擴展空間。
鐵路方面，由於政府長遠以鐵路作為香港集體運輸的骨幹，多條鐵路先後動工及啟用，包括港鐵東涌綫、機場快綫、將軍澳綫，西鐵綫、馬鐵、尖東站、落馬洲站、南港島綫、屯馬線等。由2001年開始，地鐵開始為原有車站加裝月台幕門。2018年，廣深港高速鐵路香港段正式啟動通車，並以一地兩檢方式進行清關營運。
公路方面，汀九橋於1998年啟用、深港西部通道已於2007年7月1日啟用、另外尖山隧道和昂船洲大橋也相繼落成啟用。2018年，港珠澳大橋正式通車。
康樂基建方面，香港於2005年啟用迪士尼樂園、2006年啟用香港濕地公園、2006年啟用昂坪360纜車 (其後在2009年增設水晶車)、海洋公園亦在2009年增設海洋纜車。
首個以基督教挪亞方舟為主題的公園，亦在2009年於馬灣落成。
高樓大廈方面、國際金融中心第二期和環球貿易廣場亦在2003年及2009年落成。

### 法律與治安
自1997年起，香港防衛事務由中國人民解放軍駐港部隊負責，而內部治安則繼續由香港警務處負責。至2007年為止並無出現重大治安問題。2005年12月世界貿易組織在香港舉行部長級會議期間，來自南韓的農民示威者與警察機動部隊在灣仔區爆發衝突，但在翌日凌晨平息。
香港基本法於1997年7月1日開始實施，多年來因各種原因，人大常委會曾多次行使其釋法權力。1999年6月，人大常委會首度解釋《香港基本法》，定明所有香港人在中國內地所生子女，須依法在內地申請才可來港定居。2004年4月9日，人大常委會再次解釋《香港基本法》附件，定明2007年特區行政長官及2008年立法會選舉辦法維持不變。
1997年7月1日的臨時立法會會議，把部份在1997年7月1日以前修改的法律還原。而2003年年中，政府就香港《基本法》第二十三條，關於國家安全問題草擬立法，造成同年7月1日的七一遊行，其後政府宣佈撤回草案，《基本法》第二十三條至今尚未立法。2017年，中華人民共和國國歌法納入基本法附件三中，並在2020年6月本地立法通過國歌條例，侮辱國歌成刑事罪行。2019年，政府提出逃犯修訂條例，讓香港加強與中國大陸和台灣地區的司法互助及引渡，引起了一場政治風波。
在2019年反對逃犯條例修訂草案運動中，出現多次嚴重的警民衝突，大量示威者被警方攻擊，而多區警署因而被示威者衝擊。示威者以「黑警」、「警犬」來形容香港警察，警民關係迅速陷入倒退。在2019年7月26日的機場集會中，示威者舉起標語，包括發出 Tourist Warning (旅客警告)，指出警察不當的處理手法，並呼籲遊客 Do not trust the police or the government (不要相信警察或政府) 等字眼標語。

### 科技與傳媒
1998年11月，政府推出數碼21資訊科技策略計劃。1999年3月3日，前行政長官董建華發表施政報告表明興建數碼港，以支持香港的資訊科技。數碼港由特區政府與盈科數碼動力 (現電訊盈科) 合作發展，但落成後，香港的高科技仍未能因此有大幅度發展。
約在1997年至2003年期間，手提電話、個人電腦及互聯網快速在香港迅速普及。2008年至2014年期間，智能手機及流動上網迅速普及。2014年，香港出現首個比特幣ATM。
一些傳統傳媒，包括報章及雜誌在1997年後抵受不住激烈競爭而結業。另一方面，網絡媒體則迅速興起。
因涉嫌違反港區國安法，香港蘋果日報及立場新聞因此而需要結束營運。
在新冠肺炎疫情期間，香港各學校停止面授，並改以網上授課。香港特區政府亦宣佈，在疫情嚴重期間，部分公務員可在家工作。

### 醫療及衛生
1997年後，香港多次爆發禽流感，政府亦曾大量銷毀雞隻以防病毒擴散及傳染人類。政府亦不斷提出中央屠宰家禽的建議。現在所有鴨與鵝皆由中央屠宰。
2003年，嚴重急性呼吸系統綜合症(SARS)在中國內地及香港爆發，令香港醫療系統備受考驗。月內有近二千人感染，共299人死亡。政府於4月1日封鎖淘大花園E座，防止疫症擴散。在所有醫護人員的努力下，情況逐漸受到控制。可惜的是多名醫護人員，包括醫生及護士感染病毒，部份更因而殉職。6月23日，世界衛生組織將香港從「發生本地傳染地區」的名單中剔除。
2020年，面對2019冠狀病毒病在國際上大爆發，政府也因此宣佈在家工作。2022年，香港面對2019冠狀病毒病本地大規模爆發，政府也因此宣佈在家工作。

### 自然災害

#### 颱風

##### 颱風約克
1999年，颱風約克令香港天文台發出1983年以來來首個十號颶風信號，信號持續11小時，打破歷來十號颶風信號發出時間的最長紀錄。

##### 颱風天鴿
2017年8月23日，颱風天鴿吹襲香港，令香港發出最高颱風警告級別，即十號颶風訊號。在風暴前夕一日，颱風天鴿令香港錄得攝氏36.6度，是香港有破紀錄以來最熱的一天。在風暴吹襲香港期間，造成最少129傷，當局收到5300宗塌樹、1宗山泥傾瀉及10宗水浸報告。天鴿影響之大，使其成為「Google 2017年度搜尋排行榜：香港熱爆本地頭條組別」第一位。

##### 颱風山竹
強烈颱風山竹是2018年太平洋颱風季最強風暴之一。由於數值預報模式連續多報預測會對華南沿岸構成嚴重影響，因此早就引起傳媒炒作及氣象愛好者熱烈討論。它在9月16日正面侵襲珠江口一帶，導致香港天文台和澳門氣象局連續兩年需要發出十號熱帶氣旋警告信號，多處災情嚴重。

#### 暴雨

##### 2008年6月的大暴雨
在2008年6月，香港天文台錄得1346.1毫米的雨量記錄，是有記錄以內最高雨量的月份。當中6月7日上午8時至9時，一小時內錄得145.5毫米雨量記錄，為有記錄以來最高的時雨量。

##### 2023年9月的大暴雨
- 2023年9月在9月7日晚上11時至9月8日午夜12時期間，天文台總部錄得的最高每小時雨量為158.1毫米，超越2008年6月7日早上8時至上午9時的145.5毫米，成為天文台總部自1884年有紀錄以來的最高紀錄[73]。在當日深夜，黃大仙站出入口的樓梯及扶手電梯有大量雨水湧進車站大堂、月台、路軌甚至行車隧道而導致內澇的事故。港鐵於凌晨約12時宣佈黃大仙站需要關閉，期間觀塘綫列車不停黃大仙站；其後亦在凌晨約12時30分宣佈觀塘綫黃埔站至觀塘站的列車服務暫停，黃大仙站更需全日關閉以進行清理和復修工作。事故造成香港地鐵開通40多年以來首次涉及行車隧道水浸。[74]是次暴雨造成香港首次發出極端情況的警告。[73]

## 文化

### 生活方式
香港在1997年前後的生活方式改變不大。香港在一國兩制之下，市民的自由與個人財產繼續受到法律保障。正如已故中國領導人鄧小平所言，「舞照跳，馬照跑」。不過由於經濟持續不景，香港現存的夜總會已所餘無幾，而賽馬投注額也逐年下跌。
香港人享有出入境的自由。政府為香港居民簽發的香港特別行政區護照，獲得不少國家的免簽證待遇。部份市民則因工作及家庭的原因，選擇到鄰近的廣東省城市居住，令內地與香港的人民往來更頻密。1997年以前因香港前途問題移民至外地的香港人，不少在1997年後回流香港工作及居住。

### 教育
1997年後，政府對香港教育制度推行多項改革。1998年開始推行「母語教學」，強制大部份學校改用中文教學，只保留114間作英文教學。
2000年9月教育統籌委員會報告提出小學、中學結盟的「一條龍」辦學模式。政府亦規定語文教師需應考語文基準試，連串改革惹來教師以至家長的批評，並曾引發教師自殺風波。
2006年至2007年年度新學年的中一新生起，教育制度改為三年初中、三年高中及四年大學，並於2009年推行校本評核作為學生在會考成績的其中一個評分準則及推行高中的通識科。
2007年，香港樹仁學院升格成為大學，成為香港首間私立大學。2016年，香港教育學院升格為大學，成為香港首間主要培訓老師及教育人員的大學。2018年，恒生管理學院升格成大學，成為首間由本地銀行贊助的私立大學。
2009年，334學制（3年初中，3年高中，4年大學）正式展開。2012年，首次香港中學文憑考試正式開考。2013年，香港考評局舉辦最後一屆香港高級程度會考。
2020年12月11日，香港公開大學宣佈將更改大學名稱為香港都會大學。

### 市政設施
香港會議展覽中心新翼趕及在1997年6月30日主權移交儀式時啟用。2005年底，位於赤鱲角的亞洲國際博覽館啟用，提供更多展覽及表演場地。
部份具有特別意義的建設在特區成立後因各種原因而被拆卸。較為觸目的是中環天星碼頭及鐘樓，於2006年11月搬遷至新碼頭，原有碼頭在市民的反對聲中仍然被拆卸。相鄰的皇后碼頭亦面對相近的命運。

### 娛樂
- 收費電視

### 大型活動
- 龍騰燈耀慶千禧
- 維港巨星匯

## 相關人物
- 董建華
- 曾蔭權
- 梁振英
- 林鄭月娥
- 戴耀廷
- 陳淑莊
- 黃安： 香港社運人士，人稱安哥

## 經濟
特區成立後，香港經歷亞洲金融風暴、八萬五政策、科網泡沫，至2001年美國發生九一一事件，以至2003年爆發SARS疫症，香港經濟面對罕有的長時期調整及通貨收縮。至2003年中央政府推出港澳個人遊及CEPA政策，加上大量內地企業在香港交易所上市，刺激香港的旅遊、零售及金融業，經濟才逐漸回復舊觀；但部份行業至今未能恢復。
1997年亞洲金融風暴及政府的八萬五政策，令香港樓市供求失衡，樓價大幅下跌，也令不少成為業主的香港人淪為負資產，即樓宇市值低於向銀行按揭的金額。2003年6月，香港正處於SARS疫症時期，當時共有約105,697宗負資產個案。至2007年，樓市已逐漸復甦，但大部份住宅仍較1997年高峰期下跌近一半，現時仍有數千名負資產業主。
2011年5月，香港通過最低工資條例，最低工資為每小時28元。2019年5月提升至最低每小時37.5元。
2004年至2018年，香港失業率下降，股票市場暢旺。但樓市大幅上升，引起樓價過高及租金過高問題，引來年青人及非業主人士強烈不滿，社會隱定性存在隱憂。
2020年，因連串政治動盪，新冠肺炎疫情以及國際社會對香港實施制裁，經濟再度下滑，失業率再上升超越百分之六。